# Jerry Page
Jeremyy Louis „Jerry” Page (ur. 15 stycznia 1961 w Columbus) – amerykański bokser kategorii lekkopółśredniej.

## Igrzyska Panamerykańskie
W 1983 zdobył srebrny medal na Igrzyskach Panamerykańskich w Caracas.

## Igrzyska Olimpijskie
W 1984 zdobył złoty medal na letnich igrzyskach olimpijskich w Los Angeles.

## Kariera zawodowa
W 1985 został bokserem zawodowym. Wygrał pierwsze 8 walk. Porażkę poniósł w 1988 z Terrencem Alliem. W 1989 roku poniósł kolejną porażkę, a w 1990 zakończył sportową karierę.